# Sima Ćirković
Sima Ćirković (en serbe cyrillique : Сима Ћирковић ; né le 29 janvier 1929 à Osijek et mort le 14 novembre 2009 à Belgrade) est un historien yougoslave et serbe. Il était notamment membre de l'Académie serbe des sciences et des arts, membre de l'Académie des sciences, des arts et de la culture de Voïvodine et membre de l'Académie monténégrine des sciences et des arts. Ses travaux sont centrés sur l'histoire de la Serbie médiévale.

## Biographie
Sima Ćirković est né le 29 janvier 1929 à Osijek, dans le royaume des Serbes, Croates et Slovènes (aujourd'hui en Croatie).
Il a effectué ses études primaires à Sombor puis a suivi les cours du lycée de Belgrade pendant l'occupation de la Serbie par les Allemands (1941 ‒ 1944) et ceux du lycée de Sombor de 1945 à 1948. Il a ensuite entrepris des études d'histoire à la faculté de philosophie de l'université de Belgrade en 1948, dont il est sorti diplômé en 1952. Après avoir brièvement travaillé aux archives de Zrenjanin et à la Bibliothèque nationale de Serbie, il a été élu à l'Institut des sciences historiques de Belgrade en 1955. En 1957, il a soutenu son mémoire de doctorat intitulé Herceg Stefan Vukčić Kosača i njegovo doba (Le Grand Duc Stefan Vukčić Kosača et son temps) et est ensuite devenu professeur assistant à la Faculté de philosophie de l'université de Belgrade, avec un cours sur l'histoire des peuples de Yougoslavie au Moyen Âge. Il est devenu professeur en titre en 1968 ; il a été vice-doyen de 1964 à 1966 et doyen de 1974 à 1975 et il a pris sa retraite en 1994.
En janvier 1975, Ćirković a démissionné  de sa fonction de doyen de la Faculté de philosophie, en raison des menaces de suspension qui visaient le groupe dissident marxiste humaniste Praxis, dont tous les membres étaient professeurs dans sa faculté.
En 1986, Ćirković a critiqué le Mémorandum de l'Académie serbe des sciences et des arts et, pendant le siège de Dubrovnik en 1991, il a envoyé avec d'autres historiens yougoslaves une lettre ouverte aux forces armées, leur demandant de ne pas causer de dommages au centre historique de la ville.

## Récompenses et reconnaissance
Ćirković a reçu le prix Prosveta (1972), le prix du 7 juillet de la république socialiste de Serbie pour l'ensemble de son œuvre (1982) et le prix d'octobre de la ville de Belgrade (1988) et le Prix de la ville de Belgrade (2006) ; il a été décoré de l'ordre du Travail avec un drapeau rouge (en serbe : Orden rada sa crvenom zastavom (1988) et il a reçu la médaille Konstantin Jireček de la Société allemande pour l'Europe du sud-est (2006).
En 2006, l'historien croate Ivo Banac a évoqué Ćirković comme un « médiéviste éminent » et comme « une force importante contre le nationalisme à l'Académie serbe ».
Les historiens John R. Lampe et Constantin Iordachi décrivent Ćirković comme « le médiéviste majeur de Serbie ».

## Ouvrages et contributions
- (sr) Ostaci starije društvene strukture u bosanskom feudalnom društvu (Vestiges d'une structure sociale plus ancienne dans la société féodale bosniaque), Istorijski glasnik 3-4, Belgrade,1958. pp. 155-164.
- (sr) Srednjovekovna srpska država-izabrani izvori (L'État médiéval serbe - sélection de sources), Školska knjiga, Zagreb, 1959.
- (sr) Sima Ćirković, « Jedan prilog o banu Kulinu » [« Une contribution sur ban Kulin »], Istorijski časopis, vol. 9-10,‎ 1959, p. 71-77 (lire en ligne, consulté le 11 janvier 2021)
- (sr) Četvtina, Naučno delo, Belgrade,1963.
- (de) Die bosnische Kirche (L'Église bosniaque), Accademia Nazionale dei Lincei, Rome, 1963.
- (sr) Sima Ćirković, Istorija srednjovekovne bosanske države [« Histoire de l'État bosniaque médiéval »], Belgrade, Srpska književna zadruga, 1964 (lire en ligne)
- (sr) « Sugubi venac: Prilog istoriji kraljevstva u Bosni » [« Sugubi venac : une contribution à l'histoire du royaume de Bosnie »], Zbornik Filozofskog fakulteta u Beogradu, faculté de philosophie de l'université de Belgrade, vol. 8, no 1,‎ 1964, p. 343-370 (lire en ligne, consulté le 11 janvier 2021)
- (en) Sima Ćirković, « The Double Wreath: A Contribution to the History of Kingship in Bosnia », Balcanica, vol. 45,‎ 2014, p. 107-143 (lire en ligne)
- (sr) Sima Ćirković, Herceg Stefan Vukčić-Kosača i njegovo doba [« Le Grand Duc Stefan Vukčić-Kosača et son temps »], Belgrade, Naučno delo, 1964 (lire en ligne)
- (sr) Golubac u srednjem veku (Golubac au Moyen Âge), Braničevo, Požarevac, 1968.
- (sr) Istorija za II razred gimnazije (Histoire pour la seconde année de lycée), Zavod za izdavanje udžbenika, Sarajevo,1967, 1969.
- (sr) Đurađ Kastriot Skenderbeg i Bosna (Georges Castriote Skanderbeg et la Bosnie), Simpozijum o Skenderbegu, Priština, 1969.
- (sr) Sima Ćirković, Istorija Crne Gore [« Histoire du Monténégro »], vol. 2, Titograd, Redakcija za istoriju Crne Gore, 1970 (lire en ligne [PDF]), « Zeta u državi Nemanjića », p. 3-93
- (sr) Sima Ćirković, Istorija Crne Gore [« Histoire du Monténégro »], vol. 2, Titograd, Redakcija za istoriju Crne Gore, 1970 (lire en ligne [PDF]), « Doba Balšića (prvi deo) », p. 3-48
- (sr) O despotu Vuku Grgureviću (Le Despote Vuk Grgurević), Matica srpska, Novi Sad, 1970.
- (sr) Zdravstvene prilike u srednjovekovnoj bosanskoj državi (Les Conditions sanitaires dans l'État bosniaque médiéval), Acta historica medicinae, pharmaciae et veterinae 10/2, Sarajevo, 1970. pp. 93-98.
- (sr) Istorija ljudskog društva i kulture od XII do XVIII za učenike II razreda gimnazije društveno-jezičkog smera (Histoire de la société humaine et de la culture du XIIe au XVIIIe siècle pour les élèves de seconde année du lycée de direction socio-linguistique), Zavod za izdavanje udžbenika Narodne Republike Srbije, Belgrade, 1962, 1964, 1966, 1968, 1970, 1971. (traduit en hongrois, roumain, bulgare et albanais)
- (sr) Srednjovekovna Bosna u delu Ante Babić (La Bosnie médiévale dans l'œuvre d'Anta Babić), in Babić A., Iz istorije srednjovekovne Bosne, Sarajevo, 1972, pp. 5-8.
- (sr) Odjeci ritersko-dvorjanske kulture u Bosni krajem srednjeg veka (Échos de la culture chevaleresque en Bosnie à la fin du Moyen Âge),in Srednjovekovna Bosna i evropska kultura, Muzej grada, Zenica, 1973, pp. 33-40.
- (de) Sima Ćirković, Despot Georg Branković und die Verhandlungen zwischen Ungarn und der Turken im J. 1454 [« Le Despote Grgur Branković et les Négociations entre Hongrois et Turcs en 1454 »], Académie serbe des Sciences et des Arts, 1974 (lire en ligne)
- (sr) Sima Ćirković, Istorija srpskog naroda : Od najstarijih vremena do Maričke bitke (1371) [« Histoire du peuple serbe : Des temps les plus reculés jusqu'à la bataille de la Maritsa »], vol. 1, Belgrade, Srpska književna zadruga, 1981, 141-155 p. (lire en ligne), « Obrazovanje srpske države (La formation de l'État serbe) »
- (sr) Sima Ćirković, Istorija srpskog naroda : Od najstarijih vremena do Maričke bitke (1371) [« Histoire du peuple serbe : Des temps les plus reculés jusqu'à la bataille de la Maritsa »], vol. 1, Belgrade, Srpska književna zadruga, 1981 (lire en ligne), « Srbija između Vizantijskog carstva i Bugarske (La Serbie entre les empires byzantin et bulgare) », p. 156-169
- (sr) Sima Ćirković, Istorija srpskog naroda : Od najstarijih vremena do Maričke bitke (1371) [« Histoire du peuple serbe : Des temps les plus reculés jusqu'à la bataille de la Maritsa »], vol. 1, Belgrade, Srpska književna zadruga, 1981 (lire en ligne), « Osamostaljivanje i uspon dukljanske države (L'indépendance et l'essor de l'État de Dioclée) », p. 180-196
- (sr) Sima Ćirković, Istorija srpskog naroda : Od najstarijih vremena do Maričke bitke (1371) [« Histoire du peuple serbe : Des temps les plus reculés jusqu'à la bataille de la Maritsa »], vol. 1, Belgrade, Srpska književna zadruga, 1981 (lire en ligne), « Unutrašnje i spoljne krize u vreme Nemanjinih naslednika (Les crises internes et externes à l'époque des successeurs de Stefan Nemanja) »
- (sr) Sima Ćirković, Istorija srpskog naroda : Od najstarijih vremena do Maričke bitke (1371) [« Histoire du peuple serbe : Des temps les plus reculés jusqu'à la bataille de la Maritsa »], vol. 1, Belgrade, Srpska književna zadruga, 1981 (lire en ligne), « Srpske i pomorske zemlje kralja Uroša I (Les terres serbes et les terres côtières du roi Uroš Ier) »
- (sr) Sima Ćirković, Istorija srpskog naroda : Od najstarijih vremena do Maričke bitke (1371) [« Histoire du peuple serbe : Des temps les plus reculés jusqu'à la bataille de la Maritsa »], vol. 1, Belgrade, Srpska književna zadruga, 1981 (lire en ligne), « Unutrašnje borbe početkom XIV veka (Les luttes internes du début du XIVe siècle) »
- (sr) Sima Ćirković, Istorija srpskog naroda : Od najstarijih vremena do Maričke bitke (1371) [« Histoire du peuple serbe : Des temps les plus reculés jusqu'à la bataille de la Maritsa »], vol. 1, Belgrade, Srpska književna zadruga, 1981 (lire en ligne), « Unutrašnja politika kralja Milutina (La politique intérieure du roi Milutin) »
- (sr) Sima Ćirković, Istorija srpskog naroda : Od najstarijih vremena do Maričke bitke (1371) [« Histoire du peuple serbe : Des temps les plus reculés jusqu'à la bataille de la Maritsa »], vol. 1, Belgrade, Srpska književna zadruga, 1981 (lire en ligne), « Vladavina Stefana Uroša III Dečanskog (Le règne de Stefan Uroš III Dečanski) »
- (sr) Sima Ćirković et Rade Mihaljčić, Istorija srpskog naroda : Od najstarijih vremena do Maričke bitke (1371) [« Histoire du peuple serbe : Des temps les plus reculés jusqu'à la bataille de la Maritsa »], vol. 1, Belgrade, Srpska književna zadruga, 1981 (lire en ligne), « Osvajanja i odolevanja: Dušanova politika 1346-1355 (Conquêtes et résistances : la politique de Dušan (1346-1355) »
- (sr) Sima Ćirković, Istorija srpskog naroda : Doba borbi za očuvanje i obnovu države (1371-1537) [« Histoire du peuple serbe : L'ère des luttes pour la préservation et la reconstruction de l'État (1371-1537) »], vol. 2, Belgrade, Srpska književna zadruga, 1982 (lire en ligne), « Godine kriza i previranja (Les années de crises et de troubles) », p. 47-63
- (sr) Sima Ćirković, Istorija srpskog naroda : Doba borbi za očuvanje i obnovu države (1371-1537) [« Histoire du peuple serbe : L'ère des luttes pour la préservation et la reconstruction de l'État (1371-1537) »], vol. 2, Belgrade, Srpska književna zadruga, 1982 (lire en ligne), « Protivrečnosti balkanske politike (Les contradictions de la politique balkanique) », p. 230-240
- (sr) Sima Ćirković, Istorija srpskog naroda : Doba borbi za očuvanje i obnovu države (1371-1537) [« Histoire du peuple serbe : L'ère des luttes pour la préservation et la reconstruction de l'État (1371-1537) »], vol. 2, Belgrade, Srpska književna zadruga, 1982 (lire en ligne), « Kretanja prema severu (Mouvements vers le nord) », p. 314-329
- (sr) Sima Ćirković, Istorija srpskog naroda : Doba borbi za očuvanje i obnovu države (1371-1537) [« Histoire du peuple serbe : L'ère des luttes pour la préservation et la reconstruction de l'État (1371-1537) »], vol. 2, Belgrade, Srpska književna zadruga, 1982 (lire en ligne), « Srpska vlastela u borbi za obnovu Despotovine (La noblesse serbe dans la lutte pour la restauration du despotat) », p. 373-389
- (sr) Sima Ćirković, Istorija srpskog naroda : Doba borbi za očuvanje i obnovu države (1371-1537) [« Histoire du peuple serbe : L'ère des luttes pour la préservation et la reconstruction de l'État (1371-1537) »], vol. 2, Belgrade, Srpska književna zadruga, 1982 (lire en ligne), « Pad Bosne i pokušaji otpora turskom osvajanju (La chute de la Bosnie et les tentatives de résistance à la conquête turque) », p. 390-402
- (sr) Sima Ćirković, Istorija srpskog naroda : Doba borbi za očuvanje i obnovu države (1371-1537) [« Histoire du peuple serbe : L'ère des luttes pour la préservation et la reconstruction de l'État (1371-1537) »], vol. 2, Belgrade, Srpska književna zadruga, 1982 (lire en ligne), « Srpski živalj na novim ognjištima (Les Serbes dans de nouveaux foyers) », p. 431-444
- (sr) Sima Ćirković, Istorija srpskog naroda : Doba borbi za očuvanje i obnovu države (1371-1537) [« Histoire du peuple serbe : L'ère des luttes pour la préservation et la reconstruction de l'État (1371-1537) »], vol. 2, Belgrade, Srpska književna zadruga, 1982 (lire en ligne), « Poslednji Brankovići (Les derniers Branković) », p. 445-464
- (sr) Sima Ćirković, Istorija srpskog naroda : Doba borbi za očuvanje i obnovu države (1371-1537) [« Histoire du peuple serbe : L'ère des luttes pour la préservation et la reconstruction de l'État (1371-1537) »], vol. 2, Belgrade, Srpska književna zadruga, 1982, 465-478 p. (lire en ligne), « Srbi u odbrani ugarskih granica (Les Serbes défendent les frontières hongroises) »
- (sr) Sima Ćirković, Istorija srpskog naroda : Doba borbi za očuvanje i obnovu države (1371-1537) [« Histoire du peuple serbe : L'ère des luttes pour la préservation et la reconstruction de l'État (1371-1537) »], vol. 2, Belgrade, Srpska književna zadruga, 1982 (lire en ligne), « Poslednji despoti (Les derniers despotes) », p. 479-490
- (sr) Sima Ćirković, Stanovništvo slovenskog porijekla u Albaniji [« La Population d'origine slave en Albanie »], Titograd, Istorijski institut, 1991 (lire en ligne), « Tragovi slovenskog stanovništva na tlu Albanije u srednjem veku (Les traces de la population slave sur le territoire de l'Albanie au Moyen Âge) », p. 43-56
- (sr) Sima Ćirković, Srbi u srednjem veku [« Les Serbes au Moyen Âge »], Belgrade, Idea, 1995 (lire en ligne)
- (sr) Sima Ćirković (rédacteur) et Rade Mihaljčić (rédacteur), Enciklopedija srpske istoriografije [« Encyclopédie de l'historiographie serbe »], Belgrade, Knowledge, 1997 (lire en ligne)
- (sr) Sima Ćirković (rédacteur) et Rade Mihaljčić (rédacteur), Leksikon srpskog srednjeg veka [« Lexique du Moyen Âge serbe »], Belgrade, Knowledge, 1999 (lire en ligne)
- (sr) Sima Ćirković, « Archiepiscopus Craynensis » [« Archevêque de la Krajina »], Istorijski zapisi, vol. 73, nos 1-2,‎ 2000, p. 47-54 (lire en ligne)
- (sr) Sima Ćirković, Srbi među evropskim narodima [« Les Serbes parmi les nations européennes »], Belgrade, Equilibrium, 2004 (lire en ligne)
- (en) Sima Ćirković (trad. Vuk Tošić), The Serbs, Malden, Blackwell Publishing, 2004 (lire en ligne)